# Arauco (bướm đêm)
Arauco là một chi bướm đêm thuộc họ Geometridae.